# Victor Serge

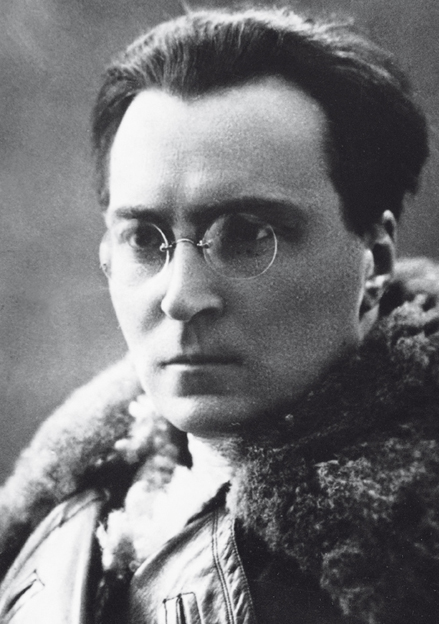
Victor Serge

Viktor Lvovitsj Kibaltsjitsj (Russisch: Виктор Львович Кибальчич) (Brussel, 30 december 1890 - Mexico-Stad, 17 november 1947), beter bekend onder het pseudoniem Victor Serge, was een Russisch schrijver en revolutionair.

## Leven
Victor Serge werd geboren in Brussel als zoon van Russische politieke vluchtelingen. Op negentienjarige leeftijd vertrok hij naar Parijs en sloot zich aan bij anarchistische groeperingen. In 1912 werd hij er veroordeeld vanwege zijn lidmaatschap van de zogenaamde Bonnot-bende. Na zijn vrijlating in 1917 trok hij naar Barcelona, waar hij zijn revolutionaire activiteiten voortzette.
Na het uitbreken van de Russische Revolutie probeerde Serge naar Rusland te gaan, hetgeen hem in 1919 lukte. In Rusland sloot hij zich, ondanks een zekere scepsis, aan bij de Bolsjewieken en ondersteunde er de revolutie en later de burgeroorlog.
Als aanhanger van Trotski kwam hij onder het bewind van Jozef Stalin snel onder vuur te liggen, van 1928 tot 1933 werd hij voortdurend lastiggevallen door de Tsjeka om vervolgens verbannen te worden naar de Oeral. Na een campagne in het Westen (onder meer ondersteund door Romain Rolland) werd Serge in 1936 toegestaan naar België te vertrekken; kort daarna vestigde hij zich in Parijs.
Eenmaal terug in het Westen werd Serge tot een van de meest vooraanstaande vertegenwoordigers van de linkse avant garde. Vanuit Parijs trad Serge ook snel weer in contact met Trotski en reisde deze in 1941 achterna naar Mexico-Stad. Hij werd ook in het buitenland voortdurend lastiggevallen door de Russische geheime dienst (hij werd zelfs meerdere malen het doelwit van moordaanslagen). Geruchten dat zijn dood in 1947 het gevolg was van vergiftiging zijn nooit helemaal ontzenuwd.

## Werk
Serge liet een rijk oeuvre na aan politieke en historische geschriften, romans, verhalen en poëzie. Veel van zijn werk is een weerspiegeling van zijn revolutionaire ervaringen. Goede voorbeelden daarvan zijn de ook in het Nederlands vertaalde romans De aanslag op kameraad Toelajev (1942, over een aanslag die in een opwelling door een eenling werd gepleegd, maar met een golf aan arrestaties tot gevolg) en De jaren zonder genade (1946, over een in ongenade gevallen revolutionair in een fictief land, die door het “apparaat” van het ene land naar het andere wordt verjaagd, om uiteindelijk te worden vermoord).
In 'Veroverde stad' (Nederlandse vertaling 1978) beschrijft hij het leven in het revolutionaire Sint-Petersburg van 1918-1919, vol chaos, honger en geweld.
De meeste bekendheid verwierf Serge uiteindelijk met zijn (ook literair hoogstaande) autobiografie Memoires van een revolutionair (1941), welk werk tot op heden niet in het Nederlands werd vertaald.